# Michel de Rostolan
Michel de Rostolan (Montargis, 8 marzo 1946) è un politico e giornalista francese.

## Biografia

### Famiglia ed origini
Michel de Rostolan discende da una famiglia della nobiltà francese originaria del Loiret; suo padre era il conte Guy de Rostolan (1917-1952), proprietario terriero, e la madre Honorée Hennequin d'Ecquevilly (1920-), discendente del generale marchese Armand François Hennequin d'Ecquevilly. Rostolan ha sposato nel 1974 Stéphanie de La Tour du Pin (1946), nipote del poeta mistico Patrice de La Tour du Pin e hanno due figli.

### L'impegno giornalistico
Ha studiato presso lÉcole supérieure de commerce, ottenendo un diploma in pubblicità. Il suo impegno politico ha proprio inizio all'epoca dell'università, quando entra in contatto col movimento di estrema destra Occident fondato da Pierre Sidos, che fu disciolto nel 1968. In questo periodo collabora con alcune testate di destra, quali Défense de l'Occident, diretta da Maurice Bardèche e Itinéraries, periodico cattolico tradizionalista. Lasciato Occidént, Rostolan fondò nel 1970 il Cercle Renaissance, che si poneva come obiettivo una risposta culturale e conservatrice al 68. Tra il 1973 e il 1980 fu responsabile editoriale delle éditons de la Table ronde, la casa editrice specializzata in autori conservatori ed antiprogressisti fondata da Roland Laudenbach, e dal 1975 collaborò con il quotidiano La Nation française. Inoltre, segnalatosi quale personalità emergente della destra francese, si prodigò per una riunione della forze conservatrici e d'estrema destra.

### La carriera politica
Membro del Centro Nazionale degli Indipendenti e dei Contadini, alle elezioni legislative del 1986 fu eletto deputato per l'Essonne nelle liste del Fronte nazionale, nelle quali si era presentato come indipendente; non fu rieletto nel 1988. Durante la legislatura fu latore di un'iniziativa congiunta coi parlamentari Christine Boutin e Hector Rolland per limitare l'aborto. Successivamente ricoprì a lungo la carica di consigliere comunale a Saint-Michel-sur-Orge e consigliere regionale dell'Île-de-France e fece parte della direzione nazionale del Fronte Nazionale fino al 1997, quando ha aderito al Movimento Nazionale Repubblicano di Bruno Mégret con una minoranza di parlamentari frontisti a causa dei dissensi con la segreteria di Jean-Marie Le Pen. 

### Radio Courtoise
Membro del comitato direttivo di Radio Solidarité, un'emittente legata al centro-destra, negli anni '80 collaborò col giornalista Jean Ferré alla fondazione di una radio libera di ispirazione nazionalista, cattolica e conservatrice, che prese il nome di Radio Courtoise, emittente ancora in attività del cui comitato dirigente Rostolan fa parte. Tra gli altri aderirono al progetto personalità della politica, dello spettacolo e dell'intellighenzia conservatrice francese quali Henry de Lesquen, Bernard Antony, Serge de Beketch, Aude De Kerros, Philippe Lejeune, Philippe Conrad, religiosi come Guillaume de Tanoüarn, Georges de Nantes e Alain Maillard de La Morandais, e personalità note come Brigitte Bardot, Michel Poniatowski e Christian de la Mazière; inoltre Radio Courtoise ha subito gravi critiche per aver ospitato in una sua trasmissione lo storico negazionista Robert Faurisson. Rostolan è stato segretario generale della Società francese di geopolitica dal 1984 al 2003, ed attualmente ne è il presidente.

## Opere
- Lettre ouverte à mon peuple qui meurt aux éditions F. Lanore en 1987[1].
- Annales des familles de France 1991-1995 avec Béatrice de Malleray aux éditions Le lien des familles de France en 2004.
- Annales des familles de France 1996-2000 avec Béatrice de Malleray aux éditions Le lien des familles de France en 2007.